# Famiano Nardini
Famiano Nardini, né vers 1600 à Capranica et mort en 1661, est un archéologue italien.
Il  a laissé, en italien, sous le titre de Roma antica, une étude topographique, archéologique et monumentale sur la Rome ancienne, publiée en 1666 ainsi qu'une description de l'antique ville étrusque de Véies (1647).

## Œuvres
- (la) Famiano Nardini, « Roma vetus, libri VIII », François Halma, Pieter van der Aa, Johann Georg Grævius, vol. 5,‎ 1697, p. 877-1460 (lire en ligne)
- Famiano Nardini, Roma antica, vol. 1, Roma, a spese di Carlo Barbiellini; nella Stamperia di Lorenzo Capponi presso il Palazzo di Firenze, 1771, 3e éd. (lire en ligne)
- Famiano Nardini, Roma antica, vol. 2, Roma, a spese di Carlo Barbiellini; nella Stamperia di Lorenzo Capponi presso il Palazzo di Firenze, 1771, 3e éd. (lire en ligne)
- Famiano Nardini, Roma antica, vol. 3, Roma, a spese di Carlo Barbiellini; nella Stamperia di Lorenzo Capponi presso il Palazzo di Firenze, 1771, 3e éd. (lire en ligne)
- Famiano Nardini, Roma antica, vol. 4, Roma, a spese di Carlo Barbiellini; nella Stamperia di Lorenzo Capponi presso il Palazzo di Firenze, 1771, 3e éd. (lire en ligne)